# عظيم جاه
عظيم جاه (27 مايو 1802 - 14 يناير 1874 م) كان شقيق أعظم جاه، النائب الحادي عشر للكارناتيك، وعم غلام محمد غوث خان، النائب الثاني عشر والأخير للكارناتيك. حمل لقب نواب أركوت من عام 1867 إلى عام 1874 م.

## الحياة المبكرة
كان عظيم جاه شقيق أعظم جاه الأصغر، وهو الناواب الحادي عشر لإقليم الكارنتك. أصبح عظيم جاه وليّ العهد والوصيّ على العرش عند تولّي غلام محمد غوس خان الحكم بعد وفاة أعظم جاه في عام 1825. وقد شغل عظيم جاه منصب الوصي من عام 1825 حتى عام 1842، خلال فترة قِصَر سنّ غوس خان. وفي عام 1842، تم تنصيب غوس خان رسميًا كحاكم للإقليم.

## المطالبة بالعرش
حكم غوس خان كنواب لإقليم الكارنتك من عام 1825 حتى عام 1855. وعند وفاته في عام 1855، أصبح العرش شاغرًا، وبسبب غياب وريث شرعي من الذكور لغوس خان، قامت السلطات البريطانية بضم الدولة رسميًا وفقًا لمبدأ الانقضاء. اعترض عظيم جاه وادعى أنه الوريث الشرعي للعرش في هذه الحالة، إلا أن مساعيه لم تُكلّل بالنجاح.

## تولي لقب "أمير أركوت"
بعد مفاوضات مطوّلة وقضايا قضائية، مُنح عظيم جاه أخيرًا في عام 1867 لقب "نواب آركوت" أو "أمير آركوت" من قِبل الملكة فيكتوريا، إلى جانب معاش سياسي. وقد قُدِّمت له وثيقة التعيين الرسمية الصادرة عن الملكة في مأدبة أقامها حاكم مدراسفي 12 نيسان عام 1871.
بما أن قصر كالاس محل أو قصر تشيبوك، المقر الرسمي لأمراء الكارنتك، قد استولى عليه البريطانيون عام 1859، شرع عظيم جاه في بناء مقر جديد له، هو قصر الأمير، في منطقة رويا بيتاه.

## الوفاة
توفي عظيم جاه في عام 1874، وقد خَلَفه في لقبه ابنه ظاهر الدولة.